# Charles A. Christopherson

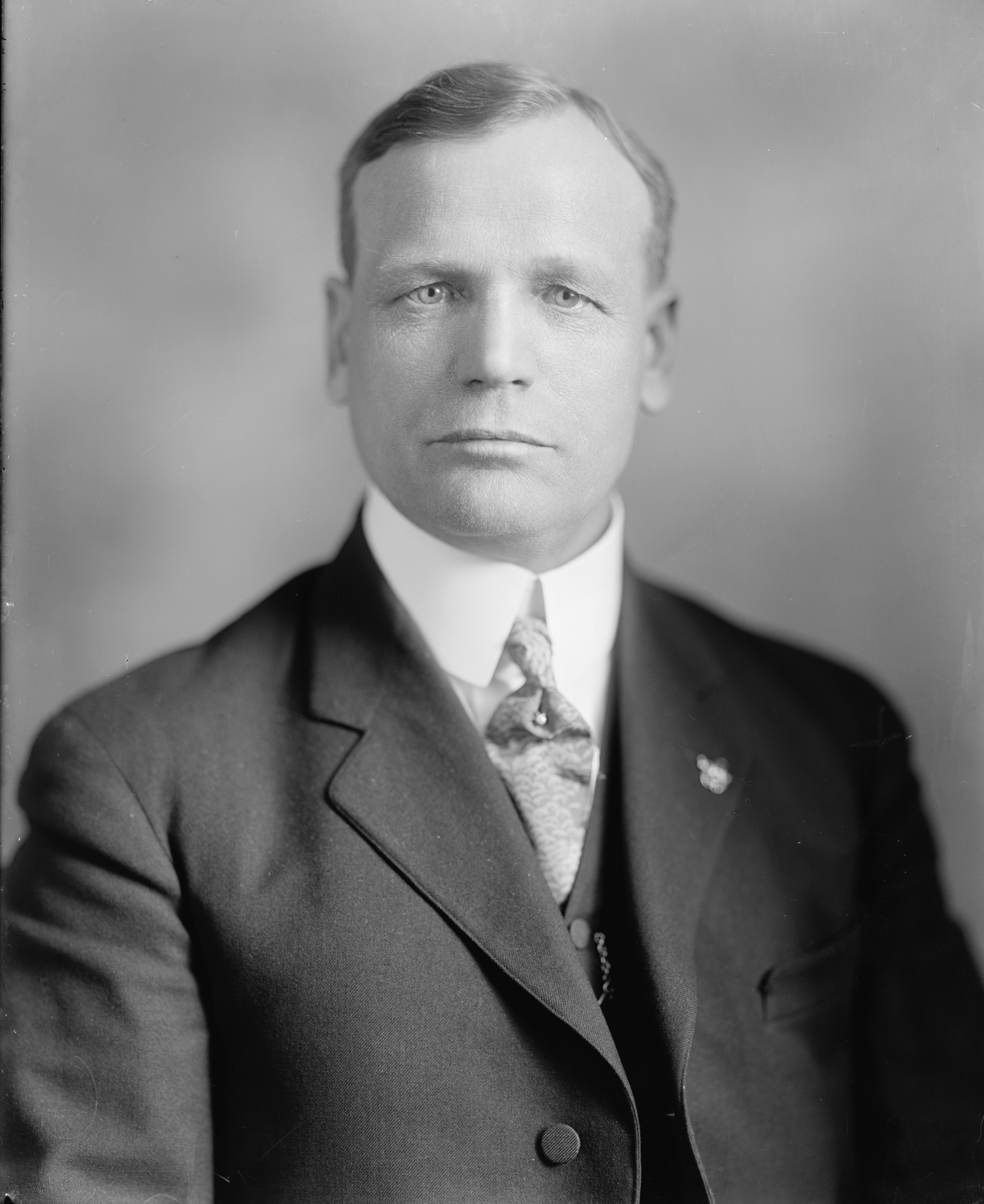
Charles A. Christopherson

Charles Andrew Christopherson (* 23. Juli 1871 im Amherst Township, Fillmore County, Minnesota; † 2. November 1951 in Sioux Falls, South Dakota) war ein US-amerikanischer Politiker. Zwischen 1919 und 1933 vertrat er den ersten Wahlbezirk des Bundesstaates South Dakota im US-Repräsentantenhaus.

## Frühe Jahre und politischer Aufstieg
Charles Christopherson besuchte die öffentlichen Schulen seiner Heimat. Im Jahr 1890 zog er nach Sioux Falls. Nach einem Jurastudium und seiner 1893 erfolgten Zulassung als Rechtsanwalt begann er 1893 in diesem Beruf zu arbeiten. Politisch wurde er Mitglied der Republikanischen Partei. Von 1908 bis 1918 war er Mitglied des Schulrates in Sioux Falls und zwischen 1912 und 1916 war er Abgeordneter im Repräsentantenhaus von South Dakota. Dort fungierte er in seiner letzten Amtszeit als Speaker des Hauses.

## Kongressabgeordneter und weiterer Lebenslauf
Bei den Kongresswahlen des Jahres 1918 wurde Charles Christopherson als Nachfolger von Charles Hall Dillon in das US-Repräsentantenhaus gewählt. Nach mehreren Wiederwahlen konnte er zwischen dem 4. März 1919 und dem 3. März 1933 sieben Legislaturperioden im Kongress absolvieren. Bei den Wahlen der Jahre 1932 und 1934 unterlag er jeweils Fred H. Hildebrandt von der Demokratischen Partei.
Nach seiner Zeit in Washington arbeitete Christopherson wieder als Rechtsanwalt. Außerdem stieg er in das Bankwesen ein. Im Juni 1944 war er Delegierter zur Republican National Convention in Chicago. Von 1941 bis 1943 leitete er in South Dakota das Komitee, das sich mit kriegsbedingten Einsparungen befasste (War Saving Staff). Außerdem wurde er Berater der Bundeskommission für Kriegsanleihen. Charles Christopherson starb im Jahr 1951.